# Эгрефёй-д’Они
Эгрефёй-д’Они́ (фр. Aigrefeuille-d’Aunis) — коммуна во Франции, находится в регионе Пуату — Шаранта. Департамент коммуны — Шаранта Приморская. Входит в состав кантона Эгрефёй-д’Они. Округ коммуны — Рошфор.
Код INSEE коммуны — 17003.

## Население
Население коммуны на 2010 год составляло 3707 человек.
| 1962 | 1968 | 1975 | 1982 | 1990 | 1999 | 2010 |
| ---- | ---- | ---- | ---- | ---- | ---- | ---- |
| 1783 | 1940 | 2313 | 2843 | 2944 | 3151 | 3707 |

## Экономика
В 2010 году среди 2315 человек трудоспособного возраста (15—64 лет) 1713 были экономически активными, 602 — неактивными (показатель активности — 74,0 %, в 1999 году было 71,7 %). Из 1713 активных жителей работали 1545 человек (803 мужчины и 742 женщины), безработных было 168 (73 мужчины и 95 женщин). Среди 602 неактивных 167 человек были учениками или студентами, 268 — пенсионерами, 167 были неактивными по другим причинам.

## Города-побратимы
- Фельден, Германия (1985)